# The Flamingos
The Flamingos est un groupe américain de doo-wop, formé par les cousins Jacob et Ezikial Carey à Chicago en 1953.
Leurs premiers enregistrements sont édités par Chance Records et Parrot Records, de petits labels de Chicago. En 1955, ils sont signés par Chess et commencent à enregistrer pour sa filiale Checker Records. Les Flamingos classent plusieurs titres dans le hit-parade rhythm and blues américain, comme I'll Be Home et A Kiss from Your Lips, qui atteignent respectivement la 5e et la 12e place en 1956. Leur plus grand succès est édité par End Records (en) en 1958. Leur reprise de I Only Have Eyes For You se classe 3e du hit-parade rhythm and blues et 11e du Billboard Hot 100. À la fin des années 1950, leurs titres figurent régulièrement dans le Hot 100. Des départs successifs aboutissent à la création d'un second groupe par les ex-membres Terry Johnson et Nate Nelson. Le dernier single de la formation originale sort en 1976. Les deux groupes continuent de se produire sur scène durant une vingtaine d'années.
La Rhythm and Blues Foundation décerne aux Flamingos un Pioneer Award en 1996. Ils sont intégrés au Vocal Group Hall of Fame (en) en 2000, au Rock and Roll Hall of Fame en 2001 et au Doo-Wop Hall of Fame en 2004. Leur version de I Only Have Eyes For You est introduite au Grammy Award Hall of Fame en 2003.

## Biographie

### Début de carrière
Les cousins Jacob Carey (dit Jake, né en 1926) et Ezikial Carey (dit Zeke, né en 1933), grandissent à Baltimore. Sonny Til, qui formera le groupe vocal The Orioles, fait partie de leurs amis d'enfance. En 1950, les deux cousins s'installent à Douglas, un secteur situé dans le South Side de Chicago,. Hébreux noirs, les cousins Carey font partie du mouvement Church of God and Saints of Christ et chantent dans la chorale de la synagogue Beth-El de State Street, où ils rencontrent Paul Wilson et Johnny Carter,. Ils forment avec eux un ensemble vocal et sont ensuite rejoints par Earl Lewis, qui devient leur lead singer. Zeke Carey et Johnny Carter sont les ténors du groupe, Jake Carey la basse et Paul Wilson le baryton. Le quintette commence à se produire sous le nom de The Swallows. Celui-ci étant déjà utilisé par un groupe de Baltimore, ils adoptent successivement les noms El Flamingos, The Five Flamingos, puis The Flamingos. Ils sont remarqués par Fletcher Weatherspoon, qui devient leur premier manager. Il leur permet d'interpréter les hits du moment dans des house parties et les pousse à remplacer Earl Lewis, dont il juge l'attitude non professionnelle, par Sollie McElroy. Grâce à Weatherspoon, les Flamingos se produisent régulièrement dans un club, le Martin's Corner, où ils sont découverts par Ralph Leon. Celui-ci succède à Weatherspoon en tant que manager,.

### Chance et Parrot Records
Les Flamingos auditionnent pour le label United Records en 1952, mais n'obtiennent pas de contrat. Leur qualité technique les dessert car le label est à la recherche d'un groupe au style plus brut. Le premier 45-tours des Flamingos, Someday, Someway / If I Can't Have You, est édité en mars 1953 par Chance Records. Le label chicagoan compte également dans ses rangs d'autres formations rhythm and blues comme The Spaniels (en) et The Moonglows. Les Flamingos jouent en première partie d'artistes de jazz tels Lionel Hampton et Duke Ellington, et se produisent notamment au Regal Theater (en) de Chicago et à l'Apollo de New York. Le groupe enrichit son jeu de scène de choregraphies. En 1954, les Flamingos quittent Chance Records, qui manque de moyens pour promouvoir leurs disques, et s'engagent avec Parrot Records, label fondé par le disc jockey Al Benson, qui édite leurs trois singles suivants. Sollie McElroy quitte le groupe peu après la sortie de Dream of a Lifetime, Nate Nelson est alors recruté en tant que lead singer,.

### Checker Records
Après la mort de leur manager Ralph Leon en 1955, les Flamingos sont signés par le label Chess et enregistrent pour sa filiale Checker Records. When, paru en avril 1955, est leur premier 45-tours édité par Checker. Le groupe connaît son premier succès national l'année suivante avec I'll Be Home, en février 1956 le titre atteint la 5e place du hit-parade rhythm and blues établi par le magazine Billboard. Quelques semaines plus tard, la chanson est reprise par Pat Boone dont la version se classe 4e du Billboard Hot 100. Selon Zeke Carey, cette reprise a empêché la version des Flamingos d'atteindre le Hot 100,.
En juin, leur 45-tours suivant, A Kiss from Your Lips, atteint la 12e position du hit-parade rhythm and blues. Il est suivi de The Vow et Would I Be Crying, qui est interprété par le groupe dans le film Rock, Rock, Rock!. Les Flamingos participent à une tournée des États du sud organisée par le promoteur Irvin Feld regroupant des artistes de la nouvelle scène rock 'n' roll, tels Bill Haley et les Platters,.

### Decca et End Records
Le groupe doit interrompre sa carrière lorsque Johnny Carter et Ezikial Carey sont appelés sous les drapeaux. Nate Nelson signe alors en tant qu'artiste solo chez Chess. Les Flamingos reprennent leurs activités en 1957, la formation comprend Nate Nelson, Paul Wilson, Jacob Carey et de nouveaux membres, Tommy Hunt et le guitariste Terry Johnson (en). Ils signent un nouveau contrat avec Decca Records. Leur premier titre édité par le label est Ladder of Love, composé par Clint Ballard (en). En 1958, Ezikial Carey revient du service militaire. Johnny Carter ne réintègre pas le groupe, il rejoint The Dells en 1960.
Fin 1958, les Flamingos s'installent à New York et signent chez End Records (en). Un arrangement est trouvé entre Chess et George Goldner, le propriétaire de leur nouvelle maison de disques, afin de libérer Nate Nelson de son contrat avec Chess. En 1959, le single Lovers Never Say Goodbye se classe 25e du hit-parade rhythm and blues et atteint la 52e place du Billboard Hot 100. Il devient ainsi leur premier titre à figurer dans le classement des meilleures ventes tous genres confondus. George Goldner les encourage à enregistrer des « standards » plutôt que leurs morceaux originaux,. La même année, I Only Have Eyes For You, reprise d'un titre composé par Harry Warren en 1934, devient leur plus gros succès. Le morceau, produit et arrangé par Terry Johnson, atteint la 3e position du classement rhythm and blues et la 11e place du Hot 100.
En avril 1959, les Flamingos effectuent leur retour sur les écrans en interprétant Jump Children dans le film Go, Johnny, Go!. Profitant de l'intérêt suscité par le groupe, leur ancien label Checker Records édite le LP The Flamingos et le single Dream of a Lifetime / Whispering Stars,. À la fin des années 1950, ils placent régulièrement des titres dans le Hot 100, comme Love Walked In (en) et I Was Such a Fool en 1959, Mio Amore et  Your Other Love en 1960, et Time Was l'année suivante.

### Départs successifs
Tommy Hunt quitte les Flamingos en 1961 pour poursuivre une carrière solo. Il est signé par Scepter Records. L'année suivante, Hunt est suivi par Terry Johnson et Nate Nelson, qui montent leur propre groupe et se produisent sur scène sous le nom de The Modern Flamingos. Sous contrat avec le label Atco, ils adoptent ensuite le nom The Starglows. Les cousins Carey, qui doivent également faire face au départ de Paul Wilson en 1964, recrutent de nouveaux chanteurs pour compléter la formation originale,.

### Philips Records
Les Flamingos signent chez Philips Records en 1965. L'année suivante, The Boogaloo Party leur permet de retrouver les hit-parades en atteignant le 22e rang du classement rhythm and blues et le 93e du Billboard Hot 100. Le titre atteint également la 26e position des charts britanniques en 1969. Buffalo Soldier, sorti en 1970, est leur dernier titre à figurer dans les charts américains. 28e du classement rhythm and blues, il décroche la 86e place du Hot 100.

### Fin de carrière
Par la suite, la formation originale enregistre pour les labels Roulette Records, Worlds Records et Julmar Records. Leurs derniers disques sont édités par Ronze, leur propre label. Love Keeps the Doctor Away, leur ultime single, sort en 1976.
Les deux formations continuent de se produire sur scène durant une vingtaine d'années. Nate Nelson meurt en 1984, Paul Wilson en 1998. Dans les années 1990, la formation originale est composée des membres fondateurs Jacob Carey et Ezikial Carey, accompagnés par Archie Saterfield, Kenny Davis et Ron Reace. À la mort de Jacob, en 1996, il est remplacé par son fils J.C,. Ezikial Carey meurt en décembre 2000. Un autre membre fondateur, Johnny Carter, décède en 2009.

## Style et influences
Le style musical des Flamingos est influencé par des groupes vocaux apparus à la fin des années 1940 comme The Ravens et les Four Freshmen, ainsi que par les hymnes judaïques, et leurs mélodies en mode mineur, interprétées par les cousins Carey durant leur jeunesse. La musique jouée en mode mineur évoque un sentiment de tristesse, il est utilisé dans leurs ballades, notamment Whispering Stars, Dream of a Lifetime et Would I Be Crying,.
Les Flamingos sont surnommés The Sultans of Smooth (expression qui peut se traduire en français par « les rois de la délicatesse » ou « du raffinement »). Selon Geoffrey Himes, du Chicago Tribune, ils excellent sur les ballades lentes et suaves, et se distinguent grâce à la justesse de leur intonation et la sophistication de leurs harmonies. Au cours de leur carrière ils interprètent également des morceaux plus rapides, comme les jump tunes Jump Children et Carried Away.
À travers leur jeu de scène, enrichi de chorégraphies, les Flamingos ont influencé les groupes vocaux du label Motown, tels les Temptations, et ceux du courant Philadelphia soul, comme The Spinners,.

## Récompenses

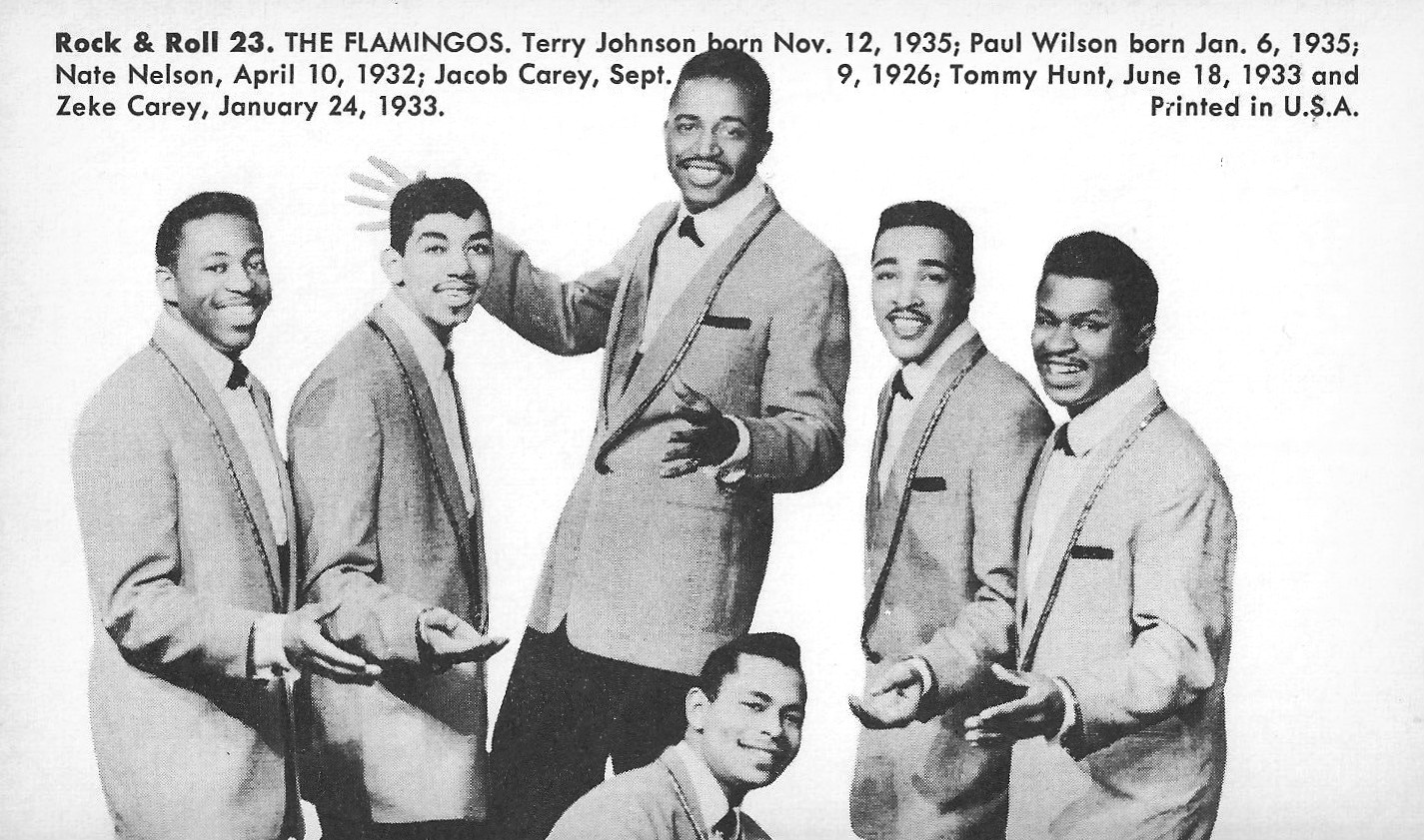
The Flamingos 1959

En 1996, les Flamingos reçoivent un Pioneer Award, décerné par la Rhythm and Blues Foundation. Le groupe entre au Vocal Group Hall of Fame (en) en 2000, au Rock and Roll Hall of Fame en 2001 et au Doo-Wop Hall of Fame en 2004,.
Leur interprétation de I Only Have Eyes For You, qui apparaît notamment dans la bande originale des films American Graffiti de George Lucas, sorti en 1973, et L'Étoffe des héros (The Right Stuff) de Philip Kaufman (1983), figure dans la liste des 500 plus grandes chansons de tous les temps établie en 2003 par le magazine musical américain Rolling Stone. La même année, elle est introduite au Grammy Award Hall of Fame.

## Discographie

### Compilations
- The Best of The Flamingos (Rhino, 1990)
- For Collectors Only (2-CD, Collectables, 1992)
- The Fabulous Flamingos (Collectables, 1992)
- I Only Have Eyes for You  (Collectables, 1994)
- I Only Have Eyes for You: The Best of the "End" Years (Sequel/Sanctuary Records, 1994)
- Complete Chess Masters Plus (Chess Records, 1997)
- Flamingo Serenades/Flamingo Favorites (Westside Records, 1998)
- Requestfully Yours/The Sound of the Flamingos (Westside Records, 1998)
- Only the Best of the Flamingos (Collectables, 1998)
- Dream of a Lifetime 1953-1959 (Jasmine Records (en), 2010)

### Ouvrages
1. 1 2  Jay Warner, p. 193-194
2. 1 2  Robert Pruter, p. 29-30
3. ↑  Robert Pruter, p. 30-32
4. 1 2 3  Jay Warner, p. 194
5. ↑  Frank W. Hoffmann, Richard Carlin et Albin J. Zak, p. 93
6. 1 2  Jay Warner, p. 195
7. ↑  Robert Pruter, p. 57
8. ↑  Robert Pruter, p. 57-58
9. 1 2 3 4 5  Jay Warner, p. 196
10. 1 2  Robert Pruter, p. 58
11. ↑  Robert Pruter, p. 58-59
12. ↑  Jay Warner, p. 196-197
13. 1 2 3  Jay Warner, p. 197
14. ↑  Jay Warner, p. 193
15. ↑  Robert Pruter, p. 30

### Autres sources
1. 1 2 3 4 5  (en) Jason Ankeny, « Biographie des Flamingos », AllMusic
2. 1 2 3 4 5  (en) Geoffrey Himes, « Flamingos, Doo-wop Royalty, To Roost In Hall Of Fame », Chicago Tribune, 14 mars 2001
3. 1 2 3 4 5  (en) Richard Buskin, « Classic Tracks: The Flamingos I Only Have Eyes For You », Sound on Sound, mars 2009
4. 1 2  (en) William Grimes, « John E. Carter, Doo-Wop Falsetto, Dies at 75 », The New York Times, 25 août 2009
5. ↑  (en) Robert Hilburn, « Fine Introductions to Rock's New Hall of Famers », Los Angeles Times, 17 mars 2001
6. 1 2  (en) « Biographie des Flamingos », Rock and Roll Hall of Fame
7. 1 2  (en) « The 500 Greatest Songs of All Time: The Flamingos, I Only Have Eyes for You », Rolling Stone, 2003
8. ↑  (en) Jon Pareles, « Thanks, Reminiscences And Tunes, Lots of Tunes », The New York Times, 2 mars 1996
9. ↑  (en) Christina Sarenco, « Bruce, Elton Make Grammy Hall », Rolling Stone, 24 janvier 2003